# Byrsonima herrerae
Byrsonima herrerae är en tvåhjärtbladig växtart som beskrevs av W.R. Anderson. Byrsonima herrerae ingår i släktet Byrsonima och familjen Malpighiaceae. Inga underarter finns listade i Catalogue of Life.